# Prince Mohammed
Prince Mohammed (auch George Nooks; * um 1958 in Kingston) ist ein jamaikanischer Reggae-Sänger.

## Leben
George Nooks startete seine musikalische Karriere im Kirchenchor, wo er sein Talent entdeckte. Später gab er an seiner Schule Konzerte, versuchte sich in Talent Shows zu etablieren und landete seinen ersten Hit mit Forty Leg Dread in den 70er Jahren (Als Prince Mohammed). Nooks emigrierte in den späten 70er Jahren von in die USA für eine Pause im Musikgeschäft.
Auf seiner zweigleisigen Karriere erlangte Nooks 1994 große Popularität mit seiner Come Back Single I Don't Care/Bad Minded People. Er landete noch weitere Hits und schaffte es sogar unter zwei verschiedenen Namen gleichzeitig in den Charts zu sein (Als Prince Mohammed mit Forty Leg und George Nooks mit Tribal War).
1997 bekam er drei Tamika Reggae Music Preise in den Kategorien Crossover Artist, Outstanding Male Artist und Vocalist of the Year.
2001 erschien sein bisher größter Hit God Is Standing By, der im Jahr 2000 aufgenommen wurde, auf dem gleichnamigen Album.